# Shout (Shout for England)
Shout è un brano musicale del 2010 registrato dall'ensemble Shout for England, con il featuring di Dizzee Rascal e James Corden. È diventato un inno non ufficiale della nazionale di calcio dell'Inghilterra durante i mondiali di calcio 2010 in Sudafrica. Il brano contiene degli estratti di Shout dei Tears for Fears e di No Diggity dei Blackstreet e figura parti di testo inedite scritte da Dizzee Rascal. Il singolo è stato pubblicato dalla Syco in associazione con la compagnia di telecomunicazioni TalkTalk.
Shout è stata presentata durante l'ultima puntata della quarta stagione del talent show Britain's Got Talent il 5 giugno 2010, prima di essere resa disponibile per il download digitale il 9 giugno 2010. Il CD singolo è invece stato pubblicato il 16 giugno 2010.

## Tracce
CD-Single Syco B003PD4WN0
1. Shout
2. Shout (Video)

## Classifiche
| Classifica (2010) | Posizione più alta |
| ----------------- | ------------------ |
| Regno Unito       | 1                  |